# Labirinti e mostri
Labirinti e mostri (Maze & Monsters) è un film televisivo del 1982, tratto dal romanzo Era solo un gioco di Rona Jaffe, diretto da Steven Hilliard Stern, con Tom Hanks nel suo primo ruolo da protagonista.
Il film è conosciuto in Italia anche con il titolo di Labirinto letale.

## Trama
Il film incomincia in medias res con un giornalista che mostra la polizia che ispeziona una caverna; gli viene detto che una partita del gioco di ruolo Labirinti e mostri è sfuggita di mano ai partecipanti.
Robbie Wheeling è un giovane che ha avuto dei problemi a causa della sua passione per Labirinti e mostri, al punto da essere espulso dalla scuola che frequentava e da dover promettere a sua madre che non ci avrebbe giocato mai più. Appena entrato alla Grant University nota un avviso di un gruppo di giocatori che ne cercano un altro per le loro partite; inizialmente non vorrebbe aderirvi, ma dopo aver incontrato gli altri ragazzi accetta di unirsi a loro. Si fa così dei nuovi amici, ognuno dei quali ha problemi e idiosincrasie personali. Jay-Jay, che indossa sempre dei copricapi più o meno bizzarri, si sente trascurato da sua madre, un'arredatrice di successo, che in sua assenza cambia continuamente mobilio e tappezzeria della sua stanza. Kate ha avuto diverse relazioni andate male, e soffre perché suo padre se n'è andato di casa; Daniel si scontra con i suoi genitori che non comprendono il suo sogno di diventare un programmatore di videogiochi. Robbie, dal canto suo, ha una madre alcolizzata e un padre severo che battibeccano in continuazione, e si tormenta per la misteriosa scomparsa di suo fratello Hall.
Durante le partite, tra Robbie e Kate nasce del tenero; il ragazzo le confida di avere ancora degli incubi sulla scomparsa di suo fratello. Accade poi che Jay-Jay, avvilito perché si è sentito emarginato dai suoi amici, decida di suicidarsi nelle grotte che si trovano a poca distanza dall'università. Mentre pianifica l'azione, cambia idea e decide invece che le grotte potrebbero essere l'ambientazione ideale per una nuova campagna di Labirinti e mostri. Fa in modo che il suo personaggio muoia nel gioco per forzare i suoi amici ad avviare una nuova sessione, nella quale assicura a loro che potranno vivere direttamente le loro fantasie. Propone di giocare in una caverna chiusa al pubblico, e convince i suoi amici nonostante le loro titubanze.
Mentre si addentra nelle grotte, Robbie ha un'esperienza psicotica in cui ritorna all'ultima volta in cui vide suo fratello, e crede di dover uccidere un mostro chiamato Gorvil. Da questo momento, Robbie rimane prigioniero del suo personaggio, il chierico Pardieu. Ciò lo porta a rompere la sua relazione con Kate (per seguire la regola del celibato) e si mette a disegnare mappe che lo condurrebbero al luogo sacro visto nei sogni, la Grande Galleria. Nel sogno, Hall gli dice di andare alle Due Torri, e sparisce. Robbie allora abbandona il suo alloggio senza informare nessuno.
I suoi amici denunciano la scomparsa alla polizia senza però rivelare le loro visite alle grotte; in molti pensano che possa essere morto. In realtà Robbie si è recato a New York, dove accoltella un rapinatore pensando che sia un mostro. Vedendo il sangue sul coltello, quindi i suoi vestiti insanguinati, rientra in sé per un tempo sufficiente a chiamare Kate da un telefono pubblico. Dopo essersi accordato per incontrarsi a casa di Jay-Jay, Robbie si perde nei labirinti della metropolitana. Non trovandolo da Jay-Jay, i suoi amici deducono che le Due Torri di cui ha scritto Robbie devono essere le Torri Gemelle del World Trade Center. Robbie crede che saltando da una di loro e pronunciando una formula magica sarà in grado di raggiungere suo fratello. Dopo una forsennata ricerca, gli altri ragazzi lo trovano e lo fermano un momento prima che salti giù dal tetto della torre meridionale, invocando le regole del gioco e facendolo tornare in sé.
Dopo alcuni mesi essi vanno a fargli visita a casa dei suoi genitori, sperando di riannodare i fili della loro amicizia. Nonostante stia seguendo una psicoterapia, Robbie continua ad essere imprigionato nel suo mondo immaginario, credendo di essere Pardieu, che i suoi amici sono i suoi personaggi, e che alloggia in una locanda (con i suoi genitori come locandieri) che paga con una moneta che riappare "magicamente" nel suo borsellino ogni mattina. Racconta poi ai suoi amici sconcertati che ci sarebbe un grande male nel bosco al di là del laghetto, temuto dai locandieri. I tre, provando dispiacere per la sorte di Robbie e sentendosi colpevoli per il loro ruolo nel farlo uscire di testa, accettano di stare al suo gioco, e di andare nel bosco per sconfiggere il male nella loro ultima partita insieme con lui.

## Produzione
Il film fu adattato dal romanzo omonimo del 1981 (edito in Italia col titolo Era solo un gioco) di  Rona Jaffe. L'autrice si basò su alcuni articoli di giornale inaccurati sulla sparizione di James Dallas Egbert III dall'Università statale del Michigan nel 1979. I primi resoconti mediatici esagerarono la partecipazione di in giochi di ruolo fantasy, insinuando che il suo hobby di Dungeons & Dragons avrebbe potuto essere una causa della sua scomparsa. William Dear, l'investigatore privato assunto all'uopo, spiegò la realtà degli eventi e le motivazioni dietro la leggenda mediatica nel suo libro del 1984 The Dungeon Master. La Jaffe scrisse il suo romanzo in pochi giorni, temendo che un altro scrittore potesse essere al lavoro sullo stesso argomento.
Come il libro sul quale si basa, il film affronta la tesi secondo la quale prendere parte in giochi di ruolo potrebbe essere collegato a problemi psicologici. Almeno uno dei protagonisti soffre (o sembra soffrire) di schizofrenia (o una qualche condizione analoga).